# Mnemosyne ferrea
Mnemosyne ferrea är en insektsart som först beskrevs av Walker 1857.  Mnemosyne ferrea ingår i släktet Mnemosyne och familjen kilstritar. Inga underarter finns listade i Catalogue of Life.